# System prawny Chińskiej Republiki Ludowej
System prawny Chińskiej Republiki Ludowej – system prawny będący połączeniem chińskich tradycji prawnych, prawa socjalistycznego i wpływów prawa kontynentalnej Europy.
Odrębne systemy prawne, zgodnie z zasadą jeden kraj, dwa systemy, funkcjonują w Hongkongu i w Makau.

## Prawo w kontynentalnych Chinach

### Charakter systemu prawa
System prawny Chińskiej Republiki Ludowej w dużej mierze został ukształtowany na sposób systemów socjalistycznych, z elementami prawa kontynentalnego (głównie niemieckiego) i tradycji chińskich. Jest to system prawa stanowionego, w którym władza sądownicza podporządkowana jest organom politycznym.
Współcześnie, wraz z reformami gospodarczymi w Chinach, zmianom uległ także system prawny. Przyjęto wiele zachodnich instytucji prawnych, szczególnie związanych z prawem cywilnym i handlowym.

### Konstytucja
Konstytucja Chińskiej Republiki Ludowej (chin.upr. 中华人民共和国宪法, pinyin: Zhōnghuá Rénmín Gònghéguó Xiànfǎ) jest najwyższym aktem prawnym w Chińskiej Republice Ludowej. Konstytucja została uchwalona przez Ogólnochińskie Zgromadzenie Przedstawicieli Ludowych 4 grudnia 1982 roku. Uzupełniają ją cztery nowelizacje z 12 kwietnia 1988, 29 marca 1993, 15 marca 1999 oraz 14 marca 2004. W Chinach nie istnieje sądowa kontrola konstytucyjności prawa.

### Sądownictwo

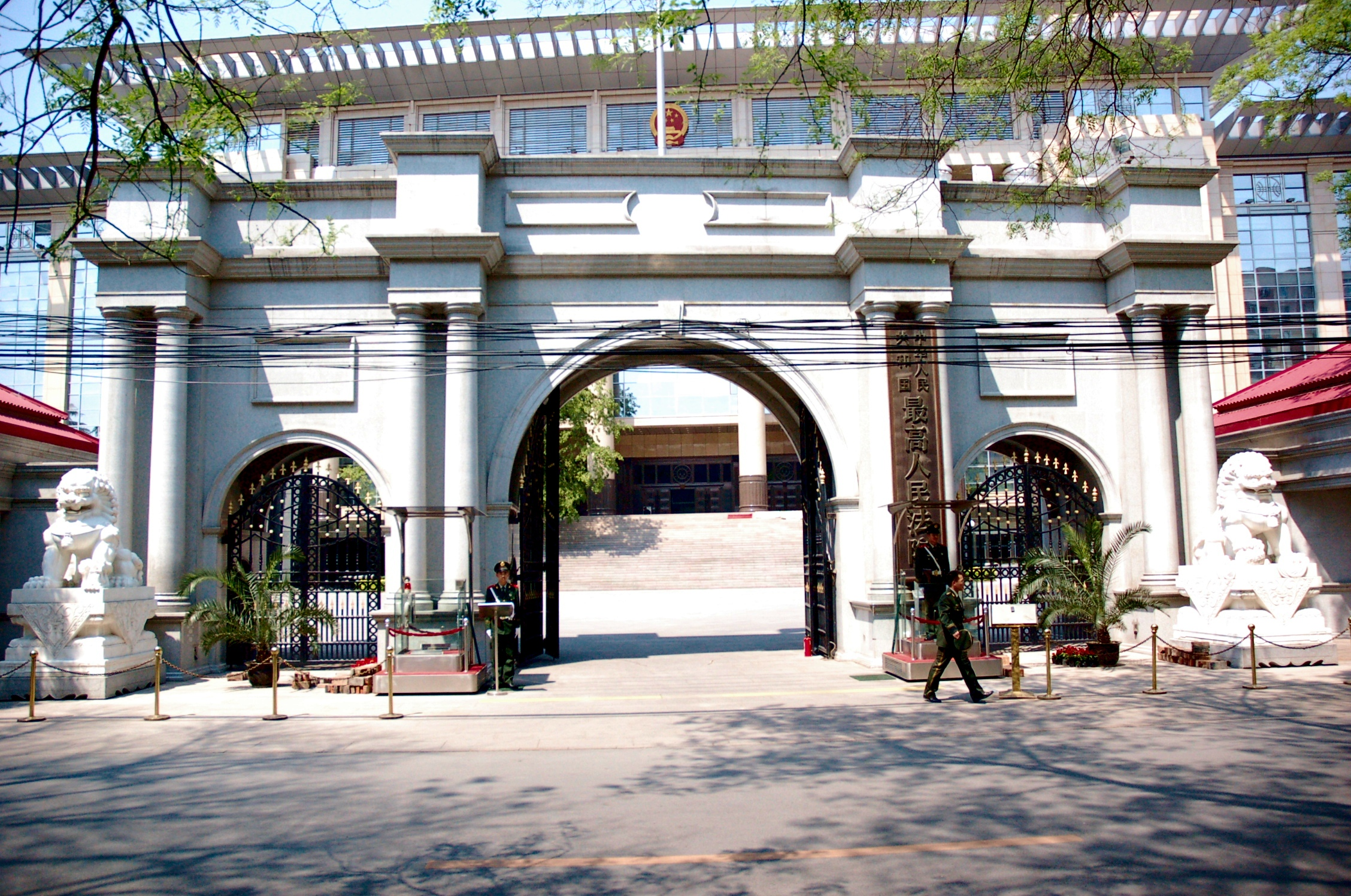
Główna brama prowadząca do Najwyższego Sądu Ludowego

Sądy jednocześnie podlegają organowi władzy politycznej danego szczebla, jak i sądom wyższej instancji. Sądy dzielą się na sądy ludowe, wojskowe i specjalne. Najwyższą władzę sądową sprawuje Najwyższy Sąd Ludowy, który jest odpowiedzialny przed Ogólnochińskim Zgromadzeniem Przedstawicieli Ludowych.
Organizacja systemu sądownictwa, a w szczególności jego podporządkowanie organom politycznym, jest przedmiotem krytyki ze strony organizacji porządkowych zajmujących się kontrolą przestrzegania praw człowieka. Krytykowane jest również wiele elementów polityki karnej Chin, m.in. stosowanie kary śmierci, zsyłki do obozów Laogai, czy reedukacji poprzez pracę.

### Prawa człowieka
Według wielu rządów i organizacji pozarządowych, prawa człowieka w Chinach są nagminnie łamane.

### Profesje prawnicze
W chińskiej kulturze prawnej prawo stanowione nie jest wysoko cenione i Chińczycy rzadko odwołują się do niego jako do środka rozwiązywania konfliktów. Dodatkowo, represje w trakcie rewolucji kulturalnej były wymierzone w prawników. Z tego też powodu, prawników jest w Chinach niewielu, choć ta liczba w ostatnich latach rośnie: w. 1979r. było ich ok. 11000, a w 1998r. 110000. Przemiany rynkowe w Chinach, jak i przystąpienie do organizacji międzynarodowych (np. do WTO w 2001) spowodowało większe zapotrzebowanie na prawników (szczególnie w zakresie prawa handlowego), a także prywatyzację profesji prawniczych.

## Hongkong i Makau

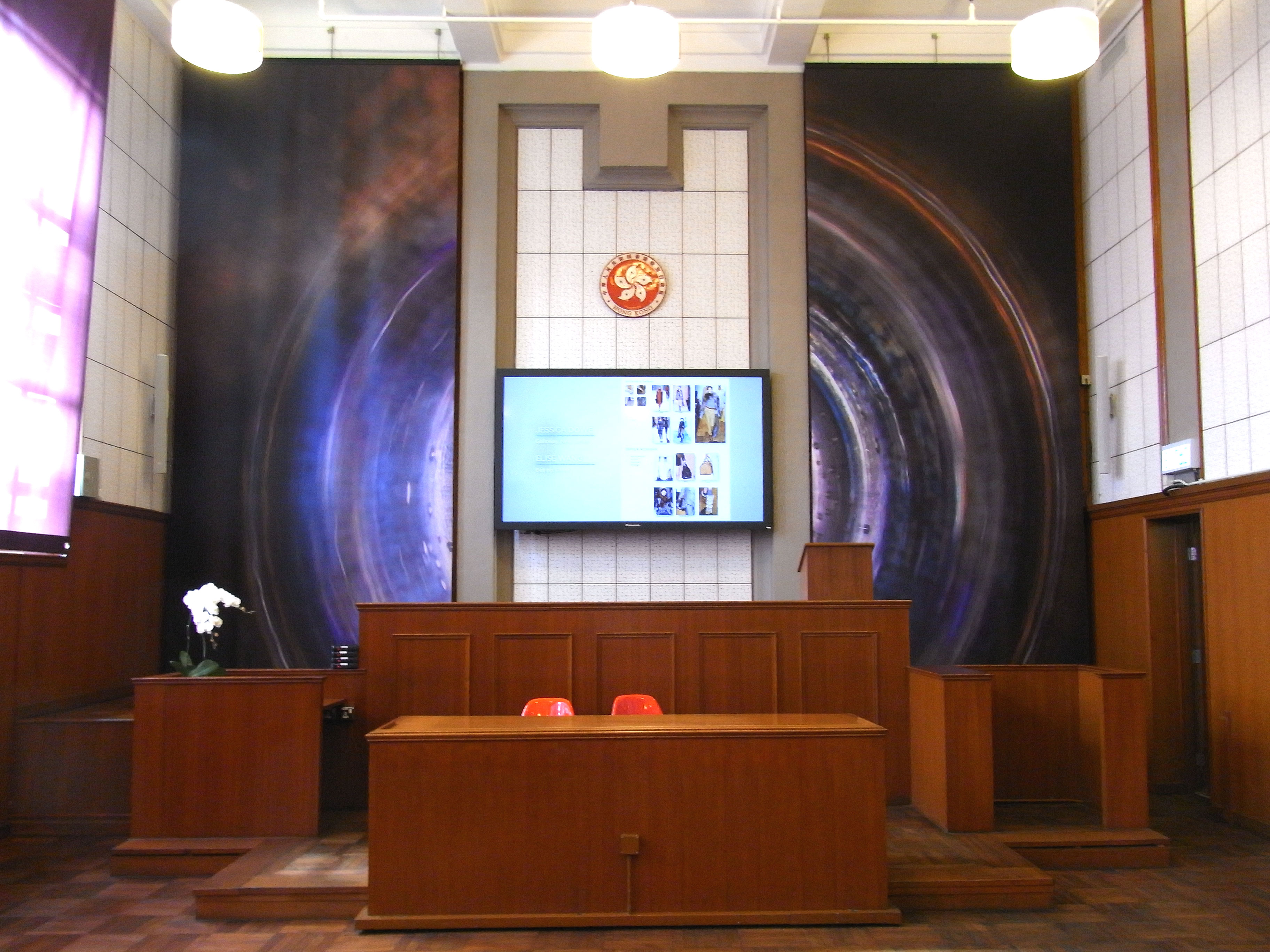
Wnętrze sali sądowej w Hongkongu

Zgodnie z doktryną jeden kraj, dwa systemy, na terenie Hongkongu i Makau obowiązują odrębne systemy prawne, autonomiczne wobec prawa chińskiego.
W Hongkongu obowiązuje system common law, bazujący na prawie angielskim. Podstawowym aktem prawnym jest Ustawa zasadnicza Hongkongu (Basic Law of the Hong Kong Special Administrative Region of the People’s Republic of China,Hong Kong Basic Law). Głównym językiem w którym prowadzone są postępowania sądowe pozostaje angielski.
Na terenie Makau obowiązuje system prawny typu kontynentalnego, bazujący na prawie portugalskim. Podstawowym aktem prawnym jest Ustawa zasadnicza Makau (Lei Básica da Região Administrativa Especial de Macau da República Popular da China). Głównym językiem w którym prowadzone są postępowania sądowe pozostaje portugalski.